# Operación cabaretera
Operación cabaretera es una película española, estrenada en 1967.

## Argumento
Hipólita, alias 'Lita' (Gracita Morales), es lo que se conoce como una mujer de vida distraída, que ofrece sus encantos a los clientes en el cabaret en el que trabaja. Uno de ellos, hombre de negocios chino, es asesinado justo cuando sube a la habitación con Lita. Esta decide entonces aventurarse a deshacerse de un preciado microfilm, con la ayuda de otro cliente, Daniel Antúnez (José Luis López Vázquez).
- Datos: Q6051477